# Ghiacciaio Geronte
Il ghiacciaio Geronte è un ghiacciaio situato sull'isola Alessandro I, al largo della costa della Terra di Palmer, in Antartide. Il ghiacciaio si trova nella parte settentrionale dell'isola, dove fluisce verso nord, a partire dagli altopiani di Elgar, fino a terminare nel passo Tufts.

## Storia
Il ghiacciaio Geronte è stato mappato grazie a fotografie aeree scattate durante una ricognizione aerea effettuata nel 1949 da parte del British Antarctic Survey (al tempo ancora chiamato "Falkland Islands Dependencies Survey", FIDS). Esso è stato poi così battezzato nel 1977 da parte del Comitato britannico per i toponimi antartici in associazione con l'opera Il sogno di Geronte in virtù della sua vicinanza agli altopiani Elgar, che portano il nome di Edward Elgar, autore della sopraccitata opera.